# Czyszków
Czyszków – część miasta Garwolina w Polsce, w województwie mazowieckim, w powiecie garwolińskim. Rozpościerają się w okolicy ulic Narutowicza i Targowej, we południowo-zachodniej części miasta, w kierunku na Czyszkówek.

## Historia
Dawna wieś Czyszków należała w latach 1867–1934 do gminy Górzno w powiecie garwolińskim. W Królestwie Polskim przynależała do guberni siedleckiej, a w okresie międzywojennym do woj. lubelskiego. Tam, 20 października 1933 utworzyła gromadę Czyszków w granicach gminy Górzno, składającą się z wsi Czyszków, kolonii Czyszków-Trzeciaki, wsi Czyszkówek, kolonii Czyszków-Pustka i osady młyńskiej Pałędź-Dąbrówka.
15 kwietnia 1934 Czyszków (78,96 ha), Czyszków-Trzeciaki (34,72 ha) i Czyszków-Pustkę (31,36 ha) włączono do Garwolina, a pozostały obszar gromady Czyszków – Czyszkówek (194,32 ha), Pałędź-Dąbrówkę (35,28 ha) i kolonię Natalię (22,40 ha) – przekształcono w gromadę Czyszkówek.